# Homaea clathrum
Homaea clathrum är en fjärilsart som beskrevs av Achille Guenée 1852. Homaea clathrum ingår i släktet Homaea och familjen nattflyn. Inga underarter finns listade i Catalogue of Life.